# Crimen de Carabanchel
El crimen de los Arroperos o crimen de Carabanchel fue un asesinato acontecido en Carabanchel, Madrid en 1901.   

## Historia
El 24 de agosto de 1901 se descubrió el cadáver de José Vicente Agusti, un rico hombre empresario ganadero, asesinado a navajazos en el marco de un robo. Las pesquisas policiales no dieron resultado hasta el hallazgo de un testimonio el día 31, tras lo cual se hallaron a los supuestos culpables, Francisco Muela y Felipe Pacheco, conocidos como Los Arroperos, que fueron torturados, suicidándose el primero. Todo esto atrajo la atención de la prensa y la opinión pública.
El 30 de marzo de 1903 se celebró la vista, en la que aunque se pedía la pena de muerte para los procesados vivos y sus mujeres, solo los dos varones recibieron la pena máxima, siendo posteriormente indultados y rebajadas sus penas hasta su excarcelación.